# Unterbodnitz

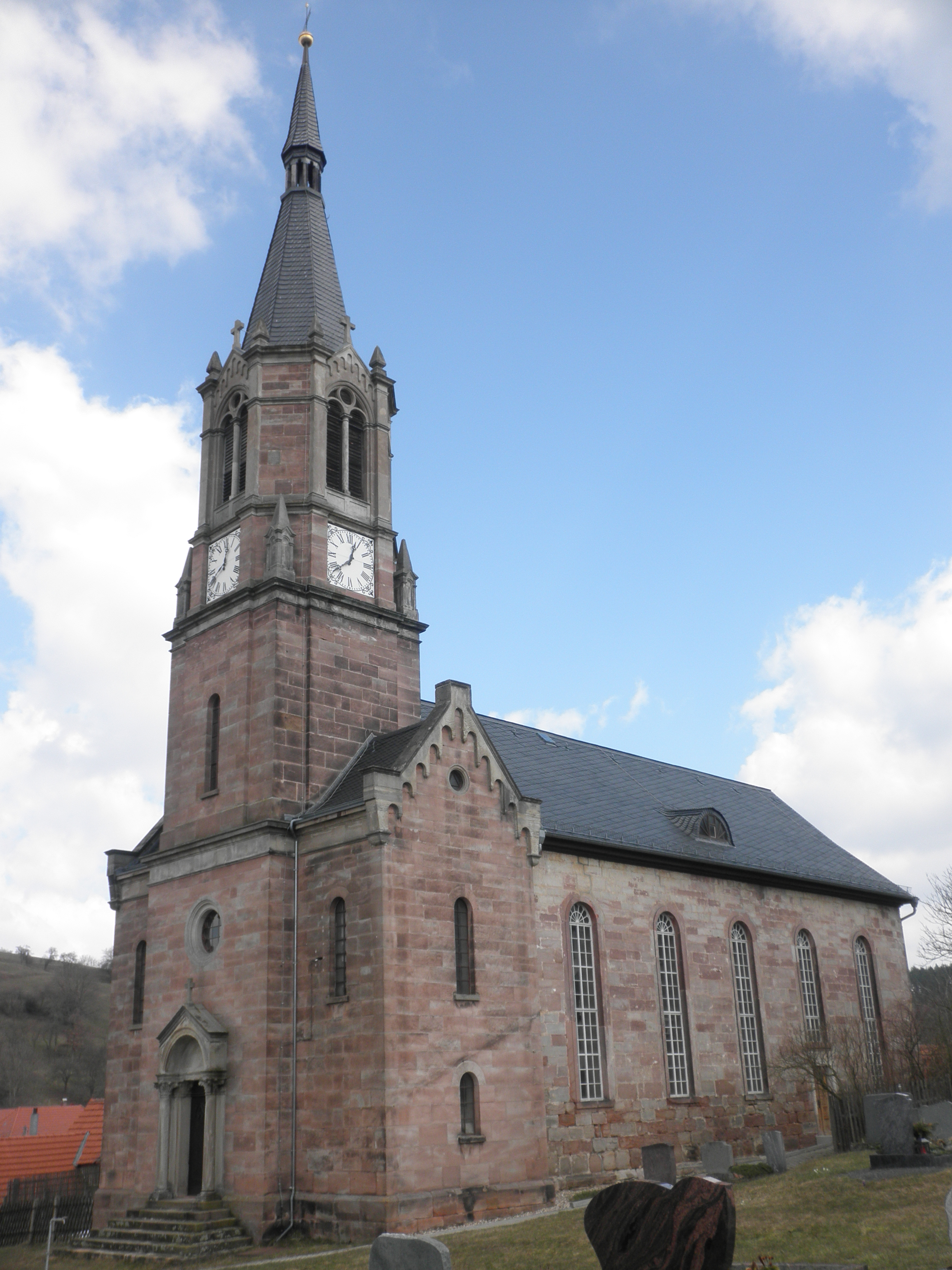
Kirche in Unterbodnitz

Unterbodnitz ist eine Gemeinde im Süden des thüringischen Saale-Holzland-Kreises und Teil der Verwaltungsgemeinschaft Südliches Saaletal.

## Geschichte
Am 18. Februar 1414 wurde der Ort erstmals urkundlich erwähnt. Von Unterbodnitz ist Magersdorf ein Ortsteil.

## Geografie
Die Nutzflächen der Gemeinde sind meist von Wald an den Hängen und Anhöhen umgeben. Über eine Ortsverbindungsstraße besteht Kontakt zu den Nachbarorten nordöstlich der Stadt Kahla.

## Sehenswürdigkeiten
- evangelische Kirche St. Nikolaus (Unterbodnitz)

## Persönlichkeiten
- Erich Hertzsch (* 31. März 1902 in Unterbodnitz bei Kahla; † 28. Oktober 1995), Theologe